# 大島弘子
大島 弘子（おおしま ひろこ、1973年8月5日 - ）は日本の元タレント、元女優である。東京都出身。かつての所属先はビッグ・アップル→キティ・フィルム。

## 概要
高校在学中にバラエティ番組『少女雑貨専門TV エクボ堂』で芸能界デビュー。1991年に北野武の映画『あの夏、いちばん静かな海。』にて聾唖の少女役で初出演・主演を果たす。本作出演後も「再び映画に挑戦したい」と意欲を語り、1992年の第15回日本アカデミー賞にて新人俳優賞を受賞したものの、その後はテレビや映画に出演することはなく、芸能活動を引退した。

## 出演

### テレビ
- 少女雑貨専門TV エクボ堂（テレビ東京系、1987年4月〜1989年3月）

### 映画
- あの夏、いちばん静かな海。（東宝、1991年、監督：北野武） - 貴子役

## 受賞
- 第15回日本アカデミー賞 新人俳優賞[2]
- 第6回高崎映画祭 最優秀新人賞
- 第13回ヨコハマ映画祭 最優秀新人賞